# 1412

## Родени
- 6 януари – Жана д'Арк, френска светица († 1431 г.)

## Починали
- Маргарет I, кралица на Дания (р. 1343 г.)